# Phelsuma abbotti
Phelsuma abbotti es una especie de geco de la familia Gekkonidae. Es endémica del norte de Madagascar y de las islas Seychelles. Vive en diversos hábitats, desde zonas de matorral,de bosque primario, de manglar hasta jardines y casas en zonas urbanas. Es principalmente arbórea pero también puede encontrarse en el suelo. 